# Antimaniax
Antimaniax (auch geschrieben: Anti Maniax; Abkürzung: AMX) ist eine Punk-Band aus Graz in Österreich.

## Geschichte
Die Band wurde 1998 von Georg, Hansi, Chris sowie dem Schlagzeuger Tom Prietl gegründet. Danach stieß Tom 20er zur Band und Tom Prietl stieg mit Gitarrist Hansi Steiner im Frühjahr 2000 aus und Schlagzeuger Tom wurde vom Klagenfurter Candy (neben den Antimaniax auch Beatbrats, The Staggers, Candy Beat Camp, Springy Pinestix und Leftover Crack) ersetzt. Im Jahr 2000 veröffentlichte die Band ihr erstes Demo We're Tryin‘ und verkauft es auf Shows bei Touren durch Mittel- und Osteuropa. Im Jahre 2002 wird die erste EP As Long as People Think auf dem britischen Punk- und Hardcore-Punk-Label Household Name Records in London veröffentlicht. Im Jahre 2002 spielte die Band über 100 Konzerte um das Album zu präsentieren. Dabei tourten sie dreimal durch das Vereinigte Königreich sowie durch den Osten Europas.
Bekannt sind sie auch für ihre energiegeladenen Shows wo oftmals Bandmitglieder mit Gitarrenkoffern durchs Publikum surfen. 2003 setzte die Band ihre Tour durch Europa fort (u. a. mit Leftover Crack und F-Minus). Candy und Georg gingen danach in die USA, um mit F-Minus und Leftover Crack zu touren und Alben aufzunehmen. Die zweite EP I'm Without Sleep in this Desert of Concrete wurde noch im selben Jahr wiederum auf Household Name Records veröffentlicht. Der Bassist Chris steigt aus der Band aus und gründet The Plague Mass, wo er Gitarre spielt und singt. Für ihn kommt Daniel, der zuvor bei der österreichischen Hardcore-Band Sadirrity spielte.
2005 tourte die Band wiederum durch Osteuropa (u. a. mit Against Me! und Ass End Offend) und eine Tour durch GB sowie den Niederlanden, Tschechien und Deutschland (u. a. mit Halfprice aus Südafrika) folgt. Im selben Jahre begann die Band auch mit der Arbeit an ihrem neuen Album, welches diesmal Full-Length werden soll und den Namen „Dark Deadly Fumes“ tragen soll. Die Fertigstellung hat sich jedoch ein wenig verzögert, da der Bassist Daniel die Band im Januar 2006 verlassen hat und sie die Band noch auf der Suche nach einem neuen Bassisten sind. Gerüchten zum Trotz hat sich die Band definitiv nicht aufgelöst, wobei der Status der Band aufgrund der mittlerweile langwierigen Bassisten-Suche dennoch zumindest als „ungewiss“ eingestuft werden kann.

## Stil
Der Musikstil der Band kann nicht als reiner Punk beschrieben werden. Die Band lässt Ska-, Hardcore Punk- sowie Punkrock-Elemente miteinander verschmelzen. Ihr Stil kann am ehesten als eine Mischung aus Leftover Crack, Propagandhi, Operation Ivy und stellenweise Rancid-Gekrächze bezeichnet werden.

## Diskografie
- 2000: We're Tryin‘ (Demo)
- 2002: As Long as People Think (EP, Household Name Records)
- 2004: I'm Without Sleep in this Desert of Concrete (EP, Household Name Records)